# Informe Westenhofer
El Informe Westenhofer es un documento emitido por el doctor y científico alemán Max Westenhöfer en 1911 a la revista de ciencias Berliner Wochenschrift, donde detallaba distintos aspectos sanitarios y médicos que había observado durante su permanencia en Santiago, la capital de Chile.
Si bien los datos perseguían un carácter científico, la dureza de sus términos y declaraciones y sus opiniones sobre la conducta de la Iglesia católica, sus colegas académicos, doctores de la universidad y el Gobierno de Chile, le significaron su expulsión de Chile. Afortunadamente para él, los estudiantes y sindicatos obreros tomaron su defensa y apelaron a su sentencia. Westenhöfer pudo retornar a dicho país y con el tiempo falleció ahí en lo que llamaba «mi segunda patria».

## El informe

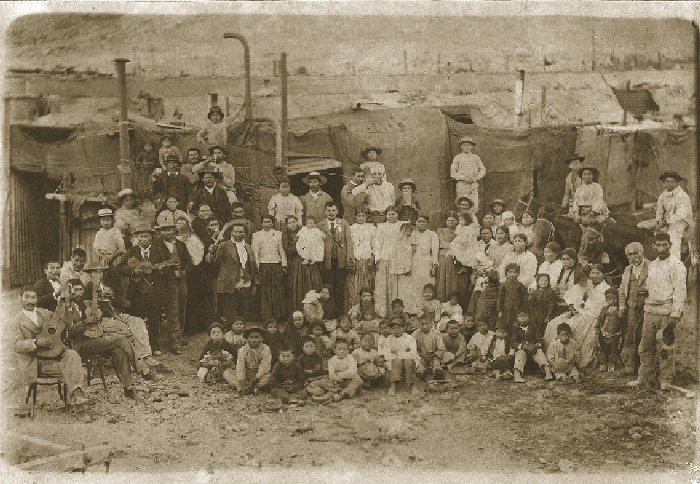
Matrimonio de gente del pueblo en una salitrera en la primera década del

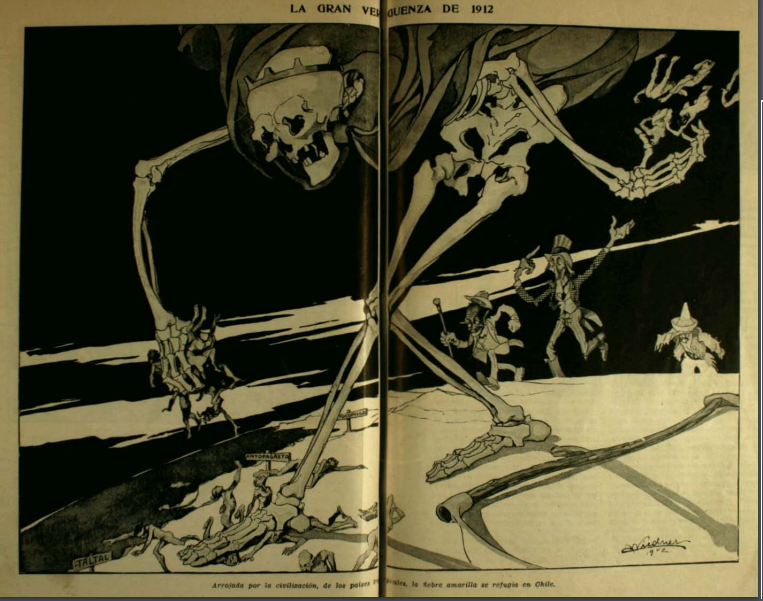
Caricatura crítica de la epidemia de fiebre amarilla sufrida en 1912. La leyenda dice: "La gran vergüenza de 1912. Arrojada por la civilización de los países tropicales, la fiebre amarilla se refugia en Chile"

Dentro del informe iban tanto datos científicos como sus estudios sobre el origen americano de la Sífilis, como opiniones claramente imprudentes sobre los escupos y bostezos en los tranvías. Atacaba a los colegas médicos chilenos por negligencias profesionales y la indiferencia de las autoridades y la iglesia ante los "padecimientos del pueblo" frente a la viruela.
Entre las explicaciones que informaba sobre la mortandad infantil y la peligrosidad de la tuberculosis estaban:
- Conventillos (viviendas colectivas de indigentes) insalubres y atestados.
- Agua de acequias de regadío que en sectores urbanos eran alcantarillas descubiertas.
- Hortalizas regadas con aguas servidas
- Costumbre de los vendedores de mojar con agua servida de acequias las frutas y hortalizas para aparentar frescura.
- Falta de suficientes alcantarillados (la discusión de dicha ley se realizaba en ese momento, pero demorará años en aprobarse)
- Desvalorización de la moneda
- Carestía de la vida

## Expulsión y protestas
A mediados de año se enteran las autoridades del informe. La prensa nacionalista se burla diciendo que "probablemente en Alemania en las acequias corre Agua de Colonia y no agua sucia". Finalmente, por presión de sus colegas y de los diarios nacionalistas y xenófobos, el gobierno decide expulsarlo del país. Sin embargo, sus alumnos, que en un inicio estaban de acuerdo con la expulsión, al comprender el alcance del informe deciden apoyarlo. A principios de agosto se realizó una gran marcha desde la Universidad de Chile hasta la sede de un diario nacionalista convocada por la Fech y la Sociedad Obrera de Chile. 
Alejandro Quezada, el presidente de la Fech, dirá en su discurso:

"Cruzaste con azotes vigorosos la indolencia de nuestras clases dirigentes. Apareciste como un revolucionario en la vida tranquila que hacíamos departiendo como viejos amigos con el tifus, la viruela, con la bubónica y la tuberculosis (...) ¿Cuál fue vuestro crimen? Habéis conocido y palpado con dolor la vida misérrima que hace este pueblo generoso, en los conventillos, en los hospitales (...) en los lazaretos, en los arrabales
Alejandro Quezada, Presidente de la Fech, 1911

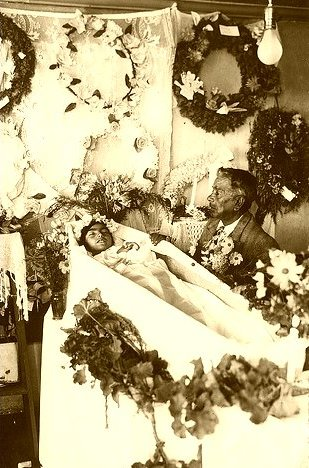
Funeral de un niño en Chile de principio de siglo. Situación acostumbrada y tolerable dentro de altísimas tasas de mortalidad infantil.

Westenhöfer replicó a sus detractores en su discurso: "El médico es el abogado de los pobres" y agregó

"La comparación de niños muertos con flores secas es digna de un poeta, pero no de un filántropo, un médico o un estadista"
Max Westenhofer

Si bien no se alcanzó a anular la orden de expulsión a tiempo, Westenhöfer podrá en el futuro regresar a Chile.